# Christodulos Katsinioridis
Christodulos Katsinioridis, (gr. Χριστόδουλος Κατσινιορίδης (ur. 24 listopada 1969) – cypryjski judoka, olimpijczyk.
Katsinioridis wystartował w judo na LIO 1992. W wadze półśredniej zajął 18. miejsce.